# Каргалинское водохранилище (село)
Каргалинское водохранилище (каз. Қарғалы су қоймасы) — упразднённое село в Каргалинском районе Актюбинской области Казахстана. Располагалось на территории современного Желтауского сельского округа. Исключено из учётных данных в 1990-е годы.

## Население
В 1989 году население села составляло 151 человек. Национальный состав: русские — 20 %, казахи — 64 %.